# Естивареј (Лоара)
Естивареј (фр. Estivareilles) насеље је и општина у источној Француској у региону Рона-Алпи, у департману Лоара која припада префектури Монбризон.
По подацима из 2011. године у општини је живело 683 становника, а густина насељености је износила 30,27 становника/km². Општина се простире на површини од 22,56 km². Налази се на средњој надморској висини од 896 метара (максималној 1.149 m, а минималној 885 m).

## Демографија
| 1962. | 1968. | 1975. | 1982. | 1990. | 1999. | 2011. |
| ----- | ----- | ----- | ----- | ----- | ----- | ----- |
| 670   | 681   | 616   | 541   | 558   | 520   | 683   |

График промене броја становника у току последњих година